# Engerwitzdorf
Engerwitzdorf è un comune austriaco di 8 662 abitanti nel distretto di Urfahr-Umgebung, in Alta Austria. Dopo esser stato per lungo tempo un comune sparso contadino, a partire dagli anni 1970 ha conosciuto una rapida espansione, soprattutto per la  sua vicinanza alle città di Linz e Gallneukirchen.

## Geografia fisica
Engerwitzdorf si trova nella regione naturalistica del Mühlviertel, a 333 m s.l.m. Da nord al sud il territorio comunale si estende per 7,5 km e da ovest a est per 11 km; in totale ha una superficie di 40,98 km².

## Storia
In origine il paese appartenne alla parte orientale del Ducato di Baviera. Dal XII secolo passò al ducato d'Austria; nel 1490 Engerwitzdorf fu aggregato al principato Österreich ob der Enns.
Il paese è stato occupato più volte durante le guerre napoleoniche e dal 1918 fa parte dello Stato federato dell'Alta Austria. Dopo l'Anschluss dell'Austria al Terzo Reich, dal 13 marzo nel 1938 appartenne al Gau dell'Oberdonau; nel 1945 furono ristabiliti i precedenti confini.

### Stemma
Tagliato da una sbarra argentea; in alto a sinistra corna dorate d‘un cervo su campo verde; in basso a destra rosa araldica, dorata con sepali argentei, su campo rosso. I colori del municipio sono rosso, bianco e verde. Le corna del cervo simboleggiano per la tradizione della caccia: dal 1900 esistono due territori di caccia con una superficie di più di 4000 ettari. La rosa araldica proviene dalla famiglia Engelpoldsdorfer, la cui sede si trovò nel territorio del municipio, anche se non è stata  localizzata con sicurezza. La trave argentea rimanda alla Mühlkreis Autobahn, l'autostrada che attraversa il comune.

## Società

### Evoluzione demografica
Abitanti censiti

## Geografia antropica
Il comune è formato dalle località di Aigen, Amberg, Au, Außertreffling, Bach, Edtsdorf, Engerwitzberg, Engerwitzdorf, Gallusberg, Gratz, Haid, Hohenstein, Holzwiesen, Innertreffling, Klendorf, Langwiesen, Linzerberg, Mittertreffling, Niederkulm, Niederreitern, Niederthal, Oberreichenbach, Oberthal, Schmiedgassen, Schweinbach, Steinreith, Unterreichenbach, Weingraben, Wolfing e Zinngießing. A Schweinbach e a Mittertreffling si concentrano ampi caseggiati con le relative infrastrutture (scuole, centri commerciali); nel resto del comune predominano case unifamiliari.

## Infrastrutture e trasporti
Il territorio del municipio è attraversato dall'autostrada A7 (Mühlkreis Autobahn), con tre uscite (Treffling, Gallneukirchen, Engerwitzdorf). È in costruzione il prolungamento S10 (Mühlviertler Schnellstraße), una superstrada che raggiungerà la frontiera ceca e alleggerirà il traffico (intenso a causa della vicinanza a Linz e alle uscite autostradali) della strada B125.
In  passato sul territorio di Engerwitzdorf corse una tramvia a cavalli, ora ridotta a un sentiero percorribile il cui tracciato va da Linz a Freistadt e poi, oltre la frontiera ceca, a České Budějovice.